# ギリシアの数字
ギリシアの数字（ギリシアのすうじ、英語: Greek numerals）とは、古代ギリシアに由来する記数法である。
古代ギリシアには2つの記数法が存在した。1つはアッティカ式と呼ばれ、これは別体系の数文字（数字）を使う。もう1つのイオニア式と呼ばれるものは通常のギリシア文字を用いて表し、別個の数文字を使わない。通常は後者をギリシア数字という。

## 記法

### アッティカ式
アッティカ式はローマ数字の記数法と似ており、百・千・万といった各桁ごとの単位を2種類（または1種類）のみであらわす。例えば1は縦棒（|）で表し、4はこれを4つ並べて表す（||||）。各桁の数文字はその桁を指す言葉の頭文字を使う傾向があることから、頭音法式（英: acrophonic system）とも呼ばれる。例えば10を表す数文字は△であるが、これはギリシア語で十を指す「デカ ΔΕΚΑ」の頭文字Δに由来するのである。アッティカ式がローマ数字の数記法と似ていることから、ローマ数字のことをギリシャ数字と呼ぶ例が多くみられるが、使われる数文字が全く異なるため、誤りである。アッティカ式は現代ギリシアでは使われていない。

### イオニア式

ビザンツ帝国の数学者であるアレクサンドリアのヘロンが1100年頃に書いた『Metrika』からの抜粋。
1行目後半の「͵̅θ̅ϡ̅ϟ̅ϛ̅ δʹ ϛʹ」が「9,996 + 1/4 + 1/6」を示している。

イオニア式は1から9まで異なる文字を用意し、各桁においてもこれと同じ方法で異なる文字を当てはめる（例えば10, 20, 30, 40… 100, 200, 300, 400…といったように）。これを組み合わせて数字を表すもので、アッティカ式より短くてすみ、現代ギリシアでも用いられている。イオニア式は通常のギリシア文字を用いるが、数字であることを示すため、'（アポストロフィー）を末尾に付けて表記する。
使用する文字としては、現在の標準のギリシア文字24文字のほかに、現在では使われなくなった3文字を6・90・900に用いている。
例として325は、イオニア式ではτκε'と表記される。
この方法では3桁までしか表記できないため、1000～9999（4桁）の表記は先頭に,（コンマ）を用い（例として4321は、イオニア式では,δτκα'となる）、10000以上（5桁以上）はαΜを先頭につけて2倍、3倍になるような倍数表記と4桁以下の部分の組み合わせで表記する（例として88888は、イオニア式ではαΜη'， ,ηωπη'となる）。ただし、現代では通常は4桁以上は算用数字を用いることになる。

## 影響
イオニア式の記数法はヘブライ文字やアラビア文字による数字表記（ヘブライ数字、アラビア文字記数法）に影響を及ぼした。ヘブライ文字での表記ではギリシアの数字で使わないツァデ（צ）を使用するため、90以上の数字の対応がギリシアの数字とは異なってくる。また、400までしか文字がないため、500以上は100+400、200+400 のように表す。アラビア文字による記数法では通常のアラビア文字の順序と異なるアブジャド順に数字を割り当てる。ギリシア文字から派生したゴート文字やキリル文字でも同様の記数法を用いた。

## 一覧
| 数値 | 文字  | 数値 | 文字  | 数値 | 文字  |
| ---- | ----- | ---- | ----- | ---- | ----- |
| 1    | α'    | 10   | ι'    | 100  | ρ'    |
| 2    | β'    | 20   | κ'    | 200  | σ'    |
| 3    | γ'    | 30   | λ'    | 300  | τ'    |
| 4    | δ'    | 40   | μ'    | 400  | υ'    |
| 5    | ε'    | 50   | ν'    | 500  | φ'    |
| 6    | ϝ'/ϛ' | 60   | ξ'    | 600  | χ'    |
| 7    | ζ'    | 70   | ο'    | 700  | ψ'    |
| 8    | η'    | 80   | π'    | 800  | ω'    |
| 9    | θ'    | 90   | ϙ'/ϟ' | 900  | ͳ'/ϡ' |

| 数値      | 文字 |
| --------- | ---- |
| 1000      | ,α'  |
| 2000      | ,β'  |
| 10000     | αΜα' |
| 100000000 | βΜα' |

## Unicode
ギリシャ数詞用の文字の右上や、左下に付く記号のUnicodeでのコードと名称は以下のとおり。
( ʹ )ギリシャ数詞用の右上の点, GREEK NUMERAL SIGN = dexia keraia (0374)

( ͵ )ギリシャ数詞用の左下の点, GREEK LOWER NUMERAL SIGN = aristeri keraia (0375)
keraia (κεραία) は、角や触角状のものを指す単語で、アクセント記号などのギリシャでの呼び方。
このギリシャ数詞用の記号は、現代ギリシャでも書籍などで非常によく使われるにもかかわらず、通常のキーボード入力に入っていないので、アポストロフィー・コンマなどの似た記号で代用されていることがほとんどだが、主に印刷する場合に、アポストロフィー・コンマなどで入力して代用されている場合は正しく反映されないことが多々あるので、注意が必要である。